# Нагорное Шенино
Нагорное Шенино — деревня Краснослободского района Республики Мордовия в составе Старорябкинского сельского поселения.

## География
Находится на расстоянии примерно 12 километров по прямой на юг - юго-восток от районного центра города Краснослободск.

## История
Деревня Нагорное Шенино (стар. назв. Шенина, Нагорная Шенина, Нагорное Шеино) основана в конце 17-го века. Заселена русскими крестьянами, вывезенными из центральных уездов России. Согласно "Топонимическому словарю Мордовской АССР" И. К. Инжеватова название - антропоним: Шейнины (Шеины) были владельцами деревни . В актовом документе 1695 г. сообщается, что в Темниковском уезде «сенные покосы даны на оброк боярину нашему Алексею Семеновичу Шеину». 
Боярин А. С. Шеин (1652-1700) - знаменитый русский воевода - полководец петровского времени, сподвижник Петра Первого, первый русский генералиссимус, один из богатейших людей своего времени. Среди многочисленных владений А. С. Шеина также были сёла Шеино в Керенском уезде и Шеин-Майдан в Ардатовском уезде. Известно, что после смерти его единственного наследника - боярского сына Сергея Алексеевича Шеина (1692-1713), который умер бездетным, обучаясь морскому делу в Голландии, а так же смерти его матери, вдовы генералиссимуса - боярыни Марфы Михайловны, урождённой Приклонской, скончавшейся в том же 1713-м году, все земельные владения Шеиных были приписаны "к дворцовым волостям во владение царицы Екатерины Алексеевны", а после её смерти в 1727 г. отошли в казну. 
В «Списке населенных мест Пензенской губернии» (1869) Нагорное Шенино (Старое) – деревня казенная "при родниках" по правую сторону проселочного тракта из с. Рыбкина в г. Саранск из 16 дворов (117 чел.) Краснослободского уезда. Свое современное название деревня получила вскоре после отмены крепостного права, когда выходцами из Нагорного Шенино был основан Новошенинский выселок на р. Авгуре (в 1864 г. - 17 дворов, 120 чел.), в итоге ставший Новым Шенином, а старая д. Шенина стала называться Нагорное Шенино. В 1913 году оно состояло из 1 общины (28 дворов, 190 человек) и 2 хлебозапасных магазинов. В 1926 году в деревне числилось 39 хозяйств (238 человек).
В 17 веке Н.Ш. входило в состав Темниковского, затем - Краснослободского уезда, который в свою очередь на протяжении последующих столетий входил в состав различных губерний, провинций и наместничеств Российского государства, с 1796 г. - Пензенской губ. С 1928 г. - в составе Краснослободского района Мордовского округа Средне-Волжской области, затем - Мордовской автономной обл. и Мордовской АССР. В 1937 году Н.Ш. было включено во вновь образованный Старосиндровский район, в 1959 г. возвращено в состав Краснослободского района. 
В 1931-1995 гг. Н.Ш. – в составе колхозов «Светлый путь», им. Куйбышева, им.Ворошилова, с 1996 г. – подсобного хозяйства ОАО «Краснослободская МПМК», в этом веке – ГУП «Развитие села», 2008 – ООО «АгроГард», в настоящее время - ПСХ "Старорябкинское".

## Население
Постоянное население составляло 17 человек (русские 94%) в 2002 году, 11 в 2010 году . В настоящее время - 1 человек. Местные фамилии - Бородкины, Магдарёвы, Мадаевы, Немоляевы, Савины.

## Достопримечательности
В 2,65 км. на юг - юго-запад находится почитаемое место самозлейской мордвы - холм "Ошка Панда" (рус. Священная Гора) с родником "Ошка эшиня" или "Кельме эшиня" (рус. Студёный родник) со срубом-купальней и памятным крестом. Здесь же, на верху холма находится известный археологический памятник "Самозлейское городище", датируемое 2-м тысячелетием до н. э. — 2-й половиной 1-го тысячелетия н. э. Городище укреплёно с восточной напольной стороны валом высотой 2,5 метра и рвом.
В 4,1 км. на юго-запад находится памятник природы регионального значения Республики Мордовия "Озеро "Чурелка" - старица реки Мокши, уникальное по глубине и чистоте воды с краснокнижными видами растений и животных.